# Tofteryds sockens sparbank
Tofteryds socken sparbank var en sparbank i Tofteryds socken.
Tofteryds socken sparbank instiftades 16 december 1876 av kommunalstämman i Tofteryds landskommun som därigenom beslutade att bedriva sparbanksverksamhet. Tillstånd gavs av landshövdingeämbetet den 7 februari 1877. Ordförande i styrelsen var Peter Sjödell (f 1822), organist och folkskollärare som även var ordförande i kommunalstämman. Övriga sju personer i styrelsen var lantbrukare i nejden. Styrelsen fick inga arvoden för sitt uppdrag och det var först 1882 räkenskapsföraren fick arvode på 25 kr som betalades av kommunen. Peter Sjödell var även sekreterare och räkenskapsförare. I början kunde man enbart sätta in och ta ut pengar i Skillingaryd då styrelsen sammanträdde på fredagar då det även var torgdag. Vid expeditionssammanträdena närvarade ordförande, kassör, kamrer och en styrelseledamot. Minsta insättningsbelopp var 20 öre och högsta 150 kr. Peter Sjödell tjänstgjorde under 14 år och efterträddes av kronolänsman Albin Lindqvist i Sjöaryd.
1889 hyrdes lokal av Anders Jonsson och 1893 av bagare C L Johansson. Kassakistan och skåp med värdehandlingar förvarades i hyresvärdens källare, vilket inte ansågs brandsäkert. Det var först 1904 tomt köptes för 1000 kr och en byggnad uppfördes under 1905 för att tas i bruk 1/1 1906. Byggnaden kostade 18 625 kr.
År 1953 bytte banken namn till Skillingaryds sparbank. År 1969 uppgick banken i Finnvedens sparbank.